# Bryan Adams (musikalbum)
Bryan Adams är, förutom namnet på den kanadensiske rockartisten Bryan Adams, även namnet på dennes debutalbum som kom i februari 1980.

## Låtlista
1. "Hidin' From Love" - 3:19
2. "Win Some, Lose Some" - 3:47
3. "Wait And See" - 3:05
4. "Give Me Your Love" - 2:55
5. "Wastin' Time" - 3:34
6. "Don't Ya Say It" - 3:21
7. "Remember" - 3:41
8. "State Of The Mind" - 3:15
9. "Try To See It My Way" - 4:02